# Shilling du roi

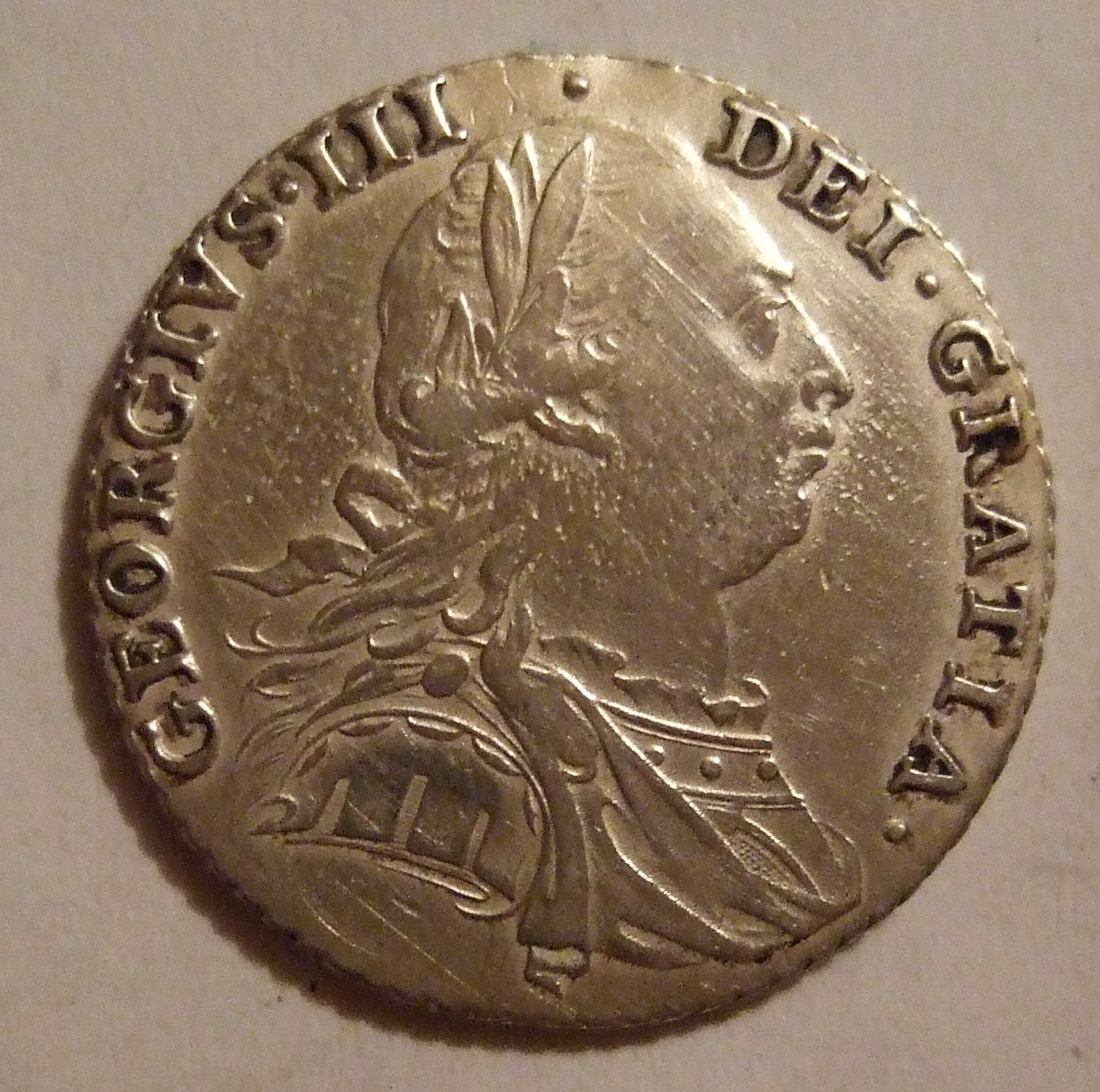
Un shilling de George III, roi d'Angleterre au début du XIXe siècle.

Le shilling du roi ou shilling de la reine est un terme d'argot historique faisant référence au shilling versé aux recrues des forces armées du Royaume-Uni aux XVIIIe siècle, XIXe siècle et XXe siècle, bien que la pratique remonte à la fin de la guerre civile anglaise,. « Prendre le shilling du roi » signifie alors commencer à servir dans la Royal Navy ou dans l'armée britannique, dans le cadre de la presse. La pratique cesse officiellement en 1879 et reste utilisée de façon informelle au vingtième siècle,.